# Angelica Costello

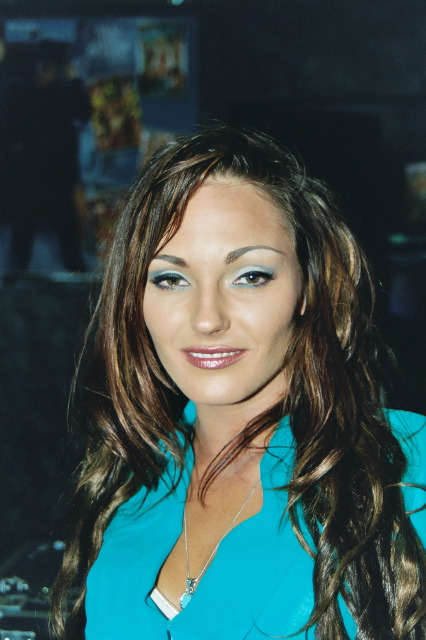
Angelica Costello (2003)

Angelica Costello (* 5. Juni 1978 als Crystal Craft
in Plattsburgh, New York), auch bekannt unter dem Pseudonym Venus, ist eine US-amerikanische Pornodarstellerin und Schauspielerin.

## Karriere
Costello ist in fast 500 pornografischen Filmen als Darstellerin zu sehen, unter anderem auch in einigen Fetischszenen. Ihr Debüt als Pornodarstellerin gab sie für Ed Powers Dirty Debutantes, nachdem sie schon vorher als Penthouse-Pet des Monats Juni 1999 nackt zu sehen gewesen war. 2001 spielte sie die Hauptrolle in der pornografischen Tomb-Raider-Parodie Jewel Raider. 2005 wurde sie für zwei ihrer Sexszenen mit AVN-Awards ausgezeichnet. Nominiert war sie zudem in der Kategorie Female Performer of the Year.
Costello spielte auch in mehreren Sexploitationsfilmen mit, etwa in Deviant Obsession von Eric Gibson oder 2004 in Sexual Boundaries. In dem Slasher-Film The Slaughterhouse Massacre und dem Porno-Musical Misty Beethoven! The Musical war sie in Nebenrollen zu sehen.

## Filmografie (Auswahl)
- 2001: Tomb Raper
- 2001: Jewel Raider
- 2002: Deviant Obsession
- 2004: Stuntgirl
- 2004: Orgy World 7
- 2004: Seymore Butts’ Lip Service
- 2004: Sexual Boundaries
- 2004: Playing with Venus
- 2005: Belladonna: No Warning
- 2005: The New Devil in Miss Jones
- 2006: Internal Affairs: From the Files of Valley 911

## Auszeichnungen
- 2005: AVN Award in der Kategorie „Best Couples Sex Scene (Video)“ für Stuntgirl (mit Manuel Ferrara)[4]
- 2005: AVN Award in der Kategorie „Best Group Sex Scene – Video“ für Orgy World 7 (u. a. mit Ariana Jollee, Tyler Knight, Byron Long, Julian St. Jox)[5]